# Ионеско, Эжен
Эже́н Ионе́ско (фр. Eugène Ionesco, первоначально Эудже́н Ионе́ску, рум. Eugen Ionescu; 26 ноября 1909, Слатина, Румыния — 28 марта 1994, Париж, Франция) — французский драматург румынского происхождения, один из основоположников эстетического течения абсурдизма (театра абсурда), признанный классик театрального авангарда XX века.
Член Французской академии (с 1970 года), член Румынской академии (с 2009 года, посмертно).

## Биография
Родился Ионеско 26 ноября 1909 года в Слатине (Румыния). Ещё ребёнком родители увезли его в Париж, и французский стал его первым языком. В Румынию семья вернулась, когда сын был уже подростком. Он поступил в Бухарестский университет, готовясь стать преподавателем французского языка. В начале литературной деятельности Ионеско писал стихи на французском и румынском языках, а также сочинил дерзкий памфлет под названием «Нет!» (Nu!). Памфлет был выдержан в нигилистическом духе дадаистов и, демонстрируя единство противоположностей, вначале осуждал, а затем превозносил трёх румынских писателей.
В «трагедии языка» «Лысая певица» (La cantatrice chauve, 1950), первой пьесе Ионеско, изображается мир, сошедший с ума, «крах реальности». За этой пьесой последовали «Урок» (La leçon, 1951), «Стулья» (Les chaises, 1952), «Новый жилец» (Le nouveau locataire, 1953), «Будущее в яйцах» (L’Avenir est dans les œufs, 1957), «Бескорыстный убийца» (Tueur sans gages, 1959), «Носорог» (Rhinocéros, 1959), «Воздушный пешеход» (Le pieton de l’air, 1962), «Король умирает» (Le roi se meurt, 1962), «Жажда и голод» (La soif et la faim, 1964), «Макбетт» (Macbett, 1972), «Человек с чемоданами» (1975) и «Путешествие среди мертвых» (Le voyage chez les morts, 1980). Ионеско написал также роман «Одинокий» (Le solitaire, 1974) и несколько серий детских книг.

## Творчество

### Кредо
Ситуации, характеры и диалоги его пьес следуют скорее образам и ассоциациям сна, чем повседневной реальности. Язык же с помощью забавных парадоксов, клише, поговорок и других словесных игр освобождается от привычных значений и ассоциаций. Своё происхождение пьесы Ионеско ведут от уличного театра, commedia dell'arte, цирковой клоунады, фильмов Ч. Чаплина, Б. Китона, братьев Маркс, античной комедии и средневекового фарса — можно найти истоки его драматургии во многих жанрах, и не только сценических — они кроются, например, в лимериках и «шендировании», в брейгелевских «Пословицах» и хогартовских парадоксальных картинках. Типичный приём — нагромождение предметов, грозящих поглотить актёров; вещи обретают жизнь, а люди превращаются в неодушевлённые предметы. «Цирк Ионеско» — термин довольно часто применяемый к его ранней драматургии. Между тем, он признавал лишь косвенную связь своего искусства с сюрреализмом, охотней — с дада.

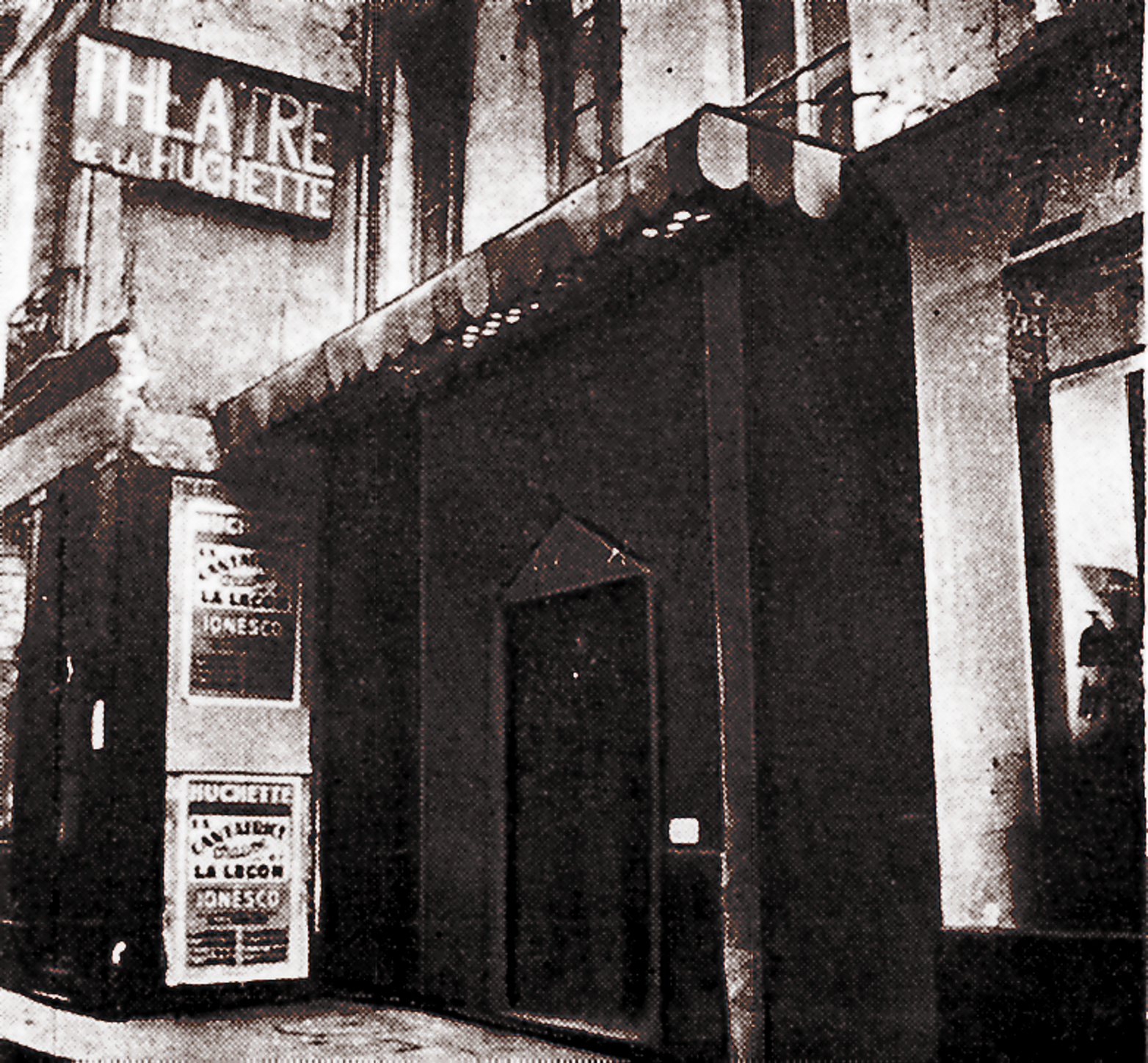
Театр La Huchette

Эжен Ионеско настаивает, что своим творчеством он выражает мировоззрение предельно трагическое. Его пьесы предостерегают от опасности общества, в котором индивидуумы рискуют превратиться в представителей семейства непарнокопытных («Носорог», 1965), — общества, в котором бродят анонимные убийцы («Бескорыстный убийца», 1960), когда все постоянно окружены опасностями реального и трансцендентного мира («Воздушный пешеход», 1963). «Эсхатология» драматурга — характерная черта в мировосприятии «испуганных пятидесятников», представителей интеллектуальной, творческой части общества, окончательно оправившегося от тягот и потрясений мировой войны. Ощущение растерянности, разобщённости, окружающего сытого равнодушия и следования догматам рациональной гуманистической целесообразности настораживало, порождало потребность вывести обывателя из состояния этого покорного безразличия, заставляло предрекать новые беды. Подобное мировоззрение, говорит Швоб-Фелих, рождается в переходные периоды, «когда бывает потрясено чувство жизни». Выражение тревоги, представшее в пьесах Э. Ионеско, воспринято было не более как причуда, игра бредовой фантазии и экстравагантная, эпатажная головоломка, впавшего в рефлексивную панику оригинала. Произведения Ионеско снимались с репертуара. Однако две первые комедии — «Лысая певица» (1948, антипьеса) и «Урок» (1950) — позже были возобновлены на сцене, и с 1957 года они много лет ежевечерне шли в одном из самых маленьких залов Парижа — Ла Юшет. По прошествии времени этот жанр нашёл понимание, и не только вопреки своей непривычности, но и через убедительную целостностость сценической метафоры.
Э. Ионеско провозглашает: «Реализм, социалистический или нет, остаётся вне реальности. Он сужает, обесцвечивает, искажает её… Изображает человека в перспективе уменьшенной и отчуждённой. Истина в наших мечтах, в воображении… Подлинное существо только в мифе…»
Он предлагает обратиться к истокам театрального искусства. Наиболее приемлемыми представляются ему спектакли старинного кукольного театра, который создаёт неправдоподобные, грубо окарикатуренные образы для того, чтобы подчеркнуть грубость, гротескность самой действительности. Драматург видит единственный возможный путь развития новейшего театра как специфического, отличного от литературы жанра именно в гипертрофированном применении средств примитивного гротеска, в доведении приёмов условно-театрального преувеличения до крайних, «жестоких», «непереносимых» форм, в «пароксизме» комического и трагического. Он стремится создать «свирепый, безудержный» театр — «театр крика», как характеризуют его некоторые критики. Следует отметить при этом, что Э. Ионеско сразу же проявил себя как литератор и знаток сцены выдающегося дарования. Он наделён несомненным талантом делать «видимыми», «осязаемыми» любые театральные ситуации, незаурядной силой воображения, то мрачным, то способным вызывать гомерический смех юмором.

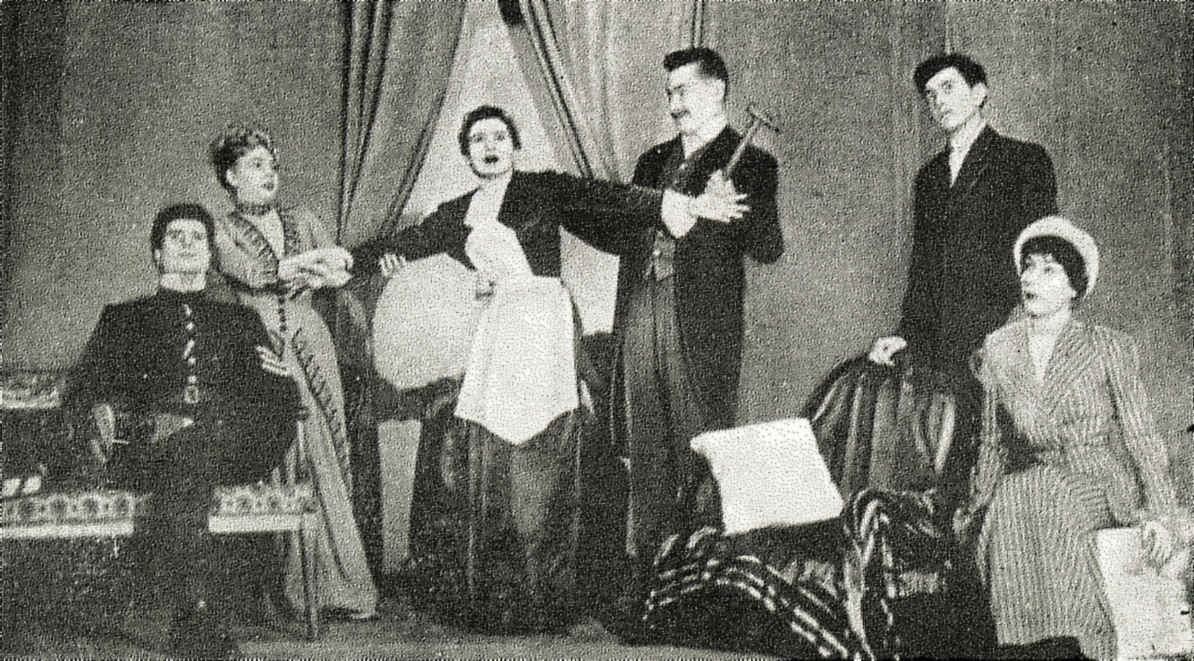
«Лысая певица», Noctambule, 1950

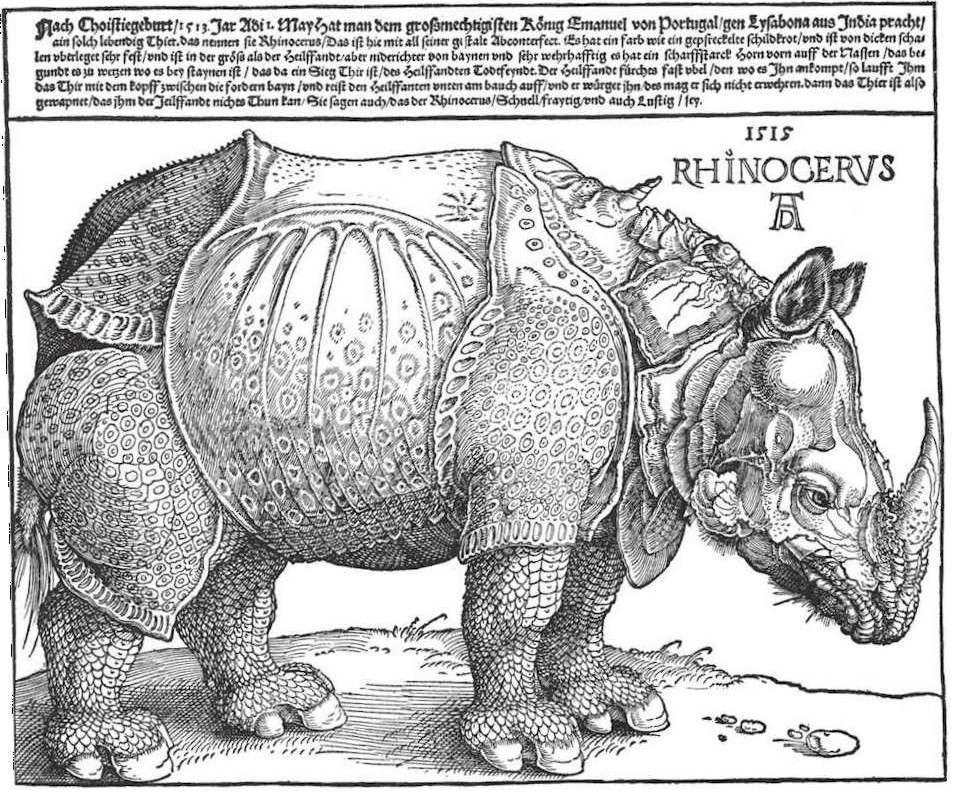
А. Дюрер, Носорог, гравюра, 1515 г.

Представитель театра парадокса Эжен Ионеско, как и Беккет, не разрушает язык — их эксперимент сводится к каламбурам, саму структуру языка они не ставят под удар. Игра со словами («вербальный эквилибр») — не единственная цель. Речь в их пьесах внятна, «органично модулирована», однако мышление героев предстаёт непоследовательным (дискретным). Логика обыденного здравомыслия пародируется через композиционные средства. В этих пьесах масса аллюзий, ассоциаций, которые предоставляют свободу толкований. Пьеса транслирует многомерное восприятие ситуации, допускает её субъективную интерпретацию. Одни критики приходят приблизительно к таким умозаключениям, но имеют место — почти полярные, которые аргументированы достаточно убедительными доводами, во всяком случае, сказанное выше явно вступает в противоречие с наблюдаемым в первой пьесе. Не случайно Ионеско даёт ей подзаголовок «трагедия языка», намекая, очевидно, на попытку разрушить здесь все его нормы: заумные фразы насчёт собак, блох, яиц, ваксы, и очков в финальной сцене прерываются бормотанием отдельных слов, букв и бессмысленных звукосочетаний. «А, е, и, о, у, а, е, и, о, а, е, и, у»,— кричит один герой; «Б, с, д, ф, ж, л, м, н, п, р, с, т…» — вторит ему героиня. Эту разрушительную функцию спектакля по отношению к языку усматривает и Ж.-П. Сартр (см. ниже). Но сам Ионеско далёк от решения такого рода узких, частных задач — это скорее один из приёмов, «стартовое» исключение из правила, словно демонстрирующее «край», границу эксперимента, подтверждающее принцип, призванный способствовать «демонтажу» консервативного театра. Драматург тщится создать, по его словам, «абстрактный театр, чистую драму. Антитематическую, антиидеологическую, антисоцреалистическую, антибуржуазную… Найти новый свободный театр. То есть театр, освобождённый от предвзятых мыслей, единственно способный быть искренним, стать орудием исследования, обнаружить скрытый смысл явлений».

### Ранние пьесы
Герои «Лысой певицы» (1948, впервые поставлена театром Ноктамбюль — 1950) — образцовые конформисты. Сознание их, обусловленное штампами, имитирует спонтанность суждений, порой оно наукообразно, однако внутренне — дезориентировано, они лишены коммуникаций. Догматичность, стандартный фразеологический набор их диалогов бессодержателен. Их доводы лишь формально подчинены логике, набор слов делает их речь подобной нудной монотонной зубрёжке штудирующих иностранный язык. Ионеско побудили к написанию пьесы, по его словам, занятия английским языком. «Я добросовестно переписывал фразы, взятые из моего руководства. Внимательно перечитывая их, я познавал не английский язык, а изумительные истины: что в неделе семь дней, например. Это то, что я знал и раньше. Или: „пол внизу, потолок вверху“, что я тоже знал, но, вероятно, никогда не думал об этом серьёзно или, возможно, забыл, но это казалось мне столь же бесспорным, как и остальное, и столь же верным…». Эти люди — материал для манипуляций, они готовы к резонансу агрессивной толпы, стада. Смиты и Мартены — носороги дальнейших драматургических опытов Ионеско.
Однако сам Э. Ионеско восстаёт против «учёных критиков», которые рассматривают «Лысую певицу» как обычную «антибуржуазную сатиру». Его замысел более «универсален». В его глазах «мелкие буржуа» — это все те, кто «растворяется в социальной среде», «подчиняется механизму каждодневной жизни», «живёт готовыми идеями». Герои пьесы — это конформистское человечество, независимо от того к какому классу и обществу оно принадлежит.
Логика парадокса у Э. Ионеско трансформируется в логику абсурда. Воспринимаемое первоначально как занятная игра могло бы напоминать безобидную пьесу М. Сервантеса «Два болтуна», если бы действие бескомпромиссно, всем своим развитием не вовлекало зрителя в деформированное пространство Ultima Thule нарушенной системы категорий и потока противоречивых суждений, — жизни, начисто лишённой духовного вектора. Тем, к кому обращена разворачивающаяся фантасмагория, остаётся лишь, ограждаясь иронией, держать про запас ориентиры «привычного самосознания».

Французский критик Мишель Корвен пишет: 
Ионеско бьёт и уничтожает, чтобы измерить то, что звучит пустотой, сделать язык предметом театра, почти персонажем, сделать так, чтобы он вызвал смех, действовал как механизм, это значит вдохнуть безумие в самые банальные отношения, разрушить основы буржуазного общества.
В «Жертвах долга» (Les victimes du devoir, 1952) персонажи, смиренно выполняющие любые предписания власть предержащих, системы правопорядка — лояльные добропорядочные граждане. По воле автора они претерпевают метаморфозы, меняются их маски; один из героев своим родственником, полицейским и женой обрекается на бесконечные поиски, которые делают его «жертвой долга» — поиска правильной орфографии фамилии воображаемого разыскиваемого… Выполнение всякой обязанности перед каким бы то ни было «законом» социальной жизни, унижает человека, умерщвляет его мозг, примитивизирует его чувства, превращает мыслящее существо в автомат, в робота, в полуживотное.
Добиваясь максимального эффекта воздействия, Эжен Ионеско «атакует» привычную логику мышления, приводит зрителя в состояние экстатики отсутствием ожидаемого развития. Здесь, словно следуя заветам уличного театра, он требует импровизации не только от актёров, но и зрителя заставляет растерянно искать развития происходящего на сцене и вне её. Проблемы, некогда воспринимавшиеся как очередной нефигуративный эксперимент, начинают приобретать качества актуальности.
Концепция «Жертв долга» не случайна. Эта пьеса — писательский манифест. Он покрывает и ранние, и поздние произведения Э. Ионеско, подтверждается всем ходом теоретической мысли драматурга в 50—60-е годы.
Воспроизводимые характеры, наделённые всеми «реалистическими» качествами, нарочито шаржируются отсутствием какой бы то ни было эмпирической достоверности. Актёры постоянно трансформируют образы, непредсказуемо меняя манеру, динамику исполнения, мгновенно переходя из одного состояния в другое. Семирамида в пьесе «Стулья» (1951) то выступает как жена старика, то как его мать. «Я твоя жена, значит, и твоя мамочка сейчас» — говорит она мужу, а старик («мужчина, солдат, маршал этого дома») забирается ей на колени, хныча: «Я сирота, сирота…». «Моя крошка, моя сиротиночка, сиротюшечка, сиротюненька», — отвечает Семирамида, лаская его. В театральной программе к «Стульям» автор так сформулировал замысел пьесы: «Мир представляется мне иногда лишённым смысла, реальность — ирреальной. Именно это ощущение ирреальности… мне и хотелось передать с помощью моих персонажей, которые блуждают в хаосе, не имея за душой ничего, кроме страха, угрызений совести… и сознания абсолютной пустоты их жизни…».
Подобные «превращения» характерны для драматургии Э. Ионеско. То Мадлена, героиня «Жертвы долга» воспринимается как пожилая женщина, идущая по улице с ребёнком, то она участвует в поисках Малло в лабиринтах сознания своего мужа Шубера, представая его проводником и одновременно изучая его как сторонняя зрительница, напичканная рецензиями парижских театральных критиков, бичующих Ионеско.
Пришедший к Шуберу полицейский заставляет его искать Мало, так как Шубер дал понять, что он был знаком с этим самым (или другим) Мало. Этот же полицейский соотносится с отцом Шубера, персонифицирующим совесть. Герой «поднимается» в своих воспоминаниях, взбираясь на пирамиду стульев на столе, падает; в пантомиме он опускается в глубины своей памяти, а чтобы «закрыть» в ней дыры, он жуёт бесчисленные ломти хлеба…
Существуют различные толкования этой диковинной клоунады. Серж Дубровски, а за ним и Эсслин рассматривают пьесу как смешанную формулу фрейдизма и экзистенциализма, а историю Шубера — как абстрагированный «универсальный» тезис: человек — ничто; вечно в поисках самого себя, претерпевая бесконечные превращения, он никогда не достигает подлинного реального существования. Другие видят в «Жертвах долга» злую пародию на реалистический и психологический театр. Третьи рекомендуют вообще не принимать мыслей Ионеско всерьёз, так как он, возможно, пародирует здесь и Фрейда, и Сартра, и самого себя.

Жан-Поль Сартр так характеризует творчество Эжена Ионеско: 
Рождённый вне Франции, Ионеско рассматривает наш язык словно на расстоянии. Он обнажает в нём общие места, рутину. Если исходить из «Лысой певицы», то возникает очень острое представление об абсурдности языка, настолько, что не хочется больше разговаривать. Его персонажи не разговаривают, а имитируют в гротескном ключе механизм жаргона, Ионеско «изнутри» опустошает французский язык, оставляя только восклицания, междометия, проклятия. Его театр — это мечта о языке.
В одном из писем 1957 года драматург рассказывает о своём пути к славе: «Прошло семь лет с того момента, когда в Париже сыграли мою первую пьесу. Это был скромный успех, посредственный скандал. У моей второй пьесы провал был немного более громким, скандал несколько покрупнее. И только в 1952 г., в связи со „Стульями“ события начали принимать более широкий разворот. Каждый вечер в театре присутствовало восемь человек, весьма недовольных пьесой, но вызванный ею шум был услышан значительно большим количеством людей в Париже, во всей Франции, он долетел до самой немецкой границы. А после появления моих третьей, четвёртой, пятой… восьмой пьес слух об их провалах стал распространяться гигантскими шагами. Возмущение перешагнуло Ла-Манш… Перешло в Испанию, Италию, распространилось в Германии, переехало на кораблях в Англию… Я думаю, что если неуспех будет распространяться таким образом, он превратится в триумф»
Зачастую герои Эжена Ионеско — жертвы обобщённых, иллюзорных представлений, пленники смиренного, законопослушного служения долгу, бюрократической машине, исполнители конформных функций. Их сознание изуродовано образованщиной, стандартными педагогическими представлениями, меркантильностью и ханжеской моралью. Они изолируют себя от реальности призрачным благополучием потребительского стандарта.

Могут ли литература и театр действительно отразить невероятную сложность реальной жизни… Мы переживаем дикий кошмар: литература никогда не была столь же мощной, острой, напряжённой, как жизнь; а сегодня и подавно. Чтобы передать жестокость жизни, литература должна быть в тысячу раз более жестокой, более ужасной.
Не единожды в жизни меня поражала резкая перемена… Начинают сплошь и рядом исповедовать новую веру… Философы и журналисты …принимаются толковать об «истинно историческом моменте». При этом присутствуешь при постепенной мутации мышления. Когда люди перестают разделять ваше мнение, когда с ними больше невозможно договориться, создаётся впечатление, что обращаешься к чудовищам…

### Пьесы
- «Лысая певица» (La Cantatrice chauve), 1950
- Les Salutations, 1950
- «Урок» (La Leçon), 1951
- «Стулья» (Les Chaises), 1952
- Le Maître, 1953
- Victimes du devoir, 1953
- La Jeune Fille à marier, 1953
- Amédée ou Comment s’en débarrasser, 1954
- Jacques ou la Soumission, 1955
- «Новый жилец» (Le Nouveau Locataire), 1955
- Le Tableau, 1955
- L’Impromptu de l’Alma, 1956
- «Будущее в яйцах» (L’avenir est dans les Oeufs), 1957
- «Бескорыстный убийца» (Tueur sans gages), 1959
- «Этюд для четверых» (Scène à quatre), 1959
- Apprendre à marcher, 1960
- «Носорог» (Rhinocéros), 1960
- «Бред вдвоем» (Délire à deux), 1962
- «Король умирает» (Le roi se meurt), 1962
- «Воздушный пешеход» (Le Piéton de l’air), 1963
- «Жажда и голод» (La Soif et la Faim), 1965
- «Пробел» (La Lacune), 1966
- Jeux de massacre, 1970
- «Макбетт» (Macbett), 1972
- «Путешествие среди мертвых» (Le voyage chez les morts), 1980
- L’Homme aux valises, 1975
- Voyage chez les morts, 1980

### Эссе, Дневник

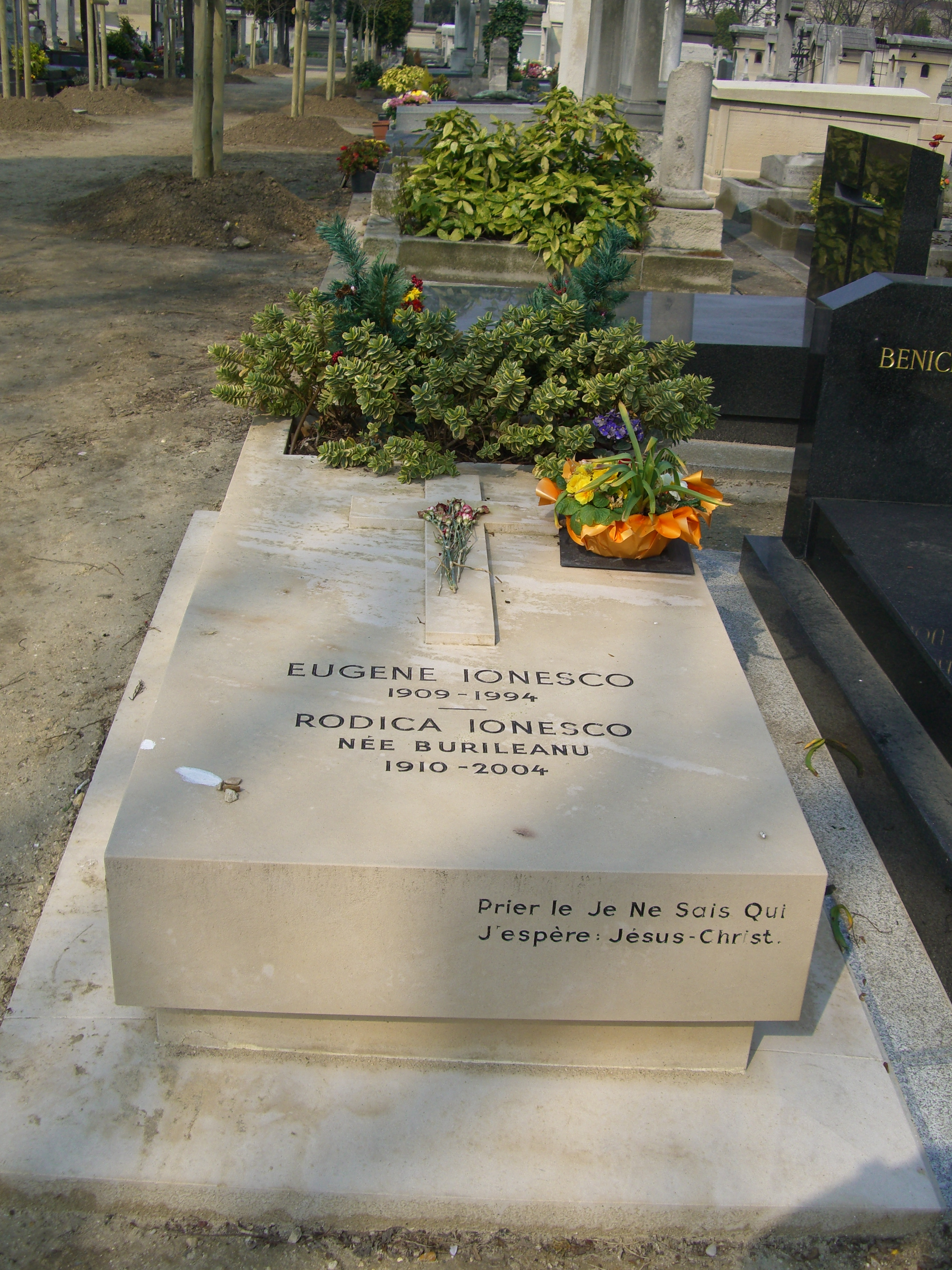
Могила Ионеско на кладбище Монпарнас в Париже

- Nu, 1934
- Hugoliade, 1935
- La Tragédie du langage, 1958
- Expérience du théâtre, 1958
- Discours sur l’avant-garde, 1959
- Notes et contre-notes, 1962
- Journal en miettes, 1967
- Découvertes, 1969
- Antidotes, 1977

### Лирика
- Elegii pentru fiinţe mici, 1931

### Романы, рассказы и новеллы
- La Vase, 1956
- Les Rhinocéros, 1957
- Le Piéton de l’air, 1961
- «Фотография полковника» (La Photo du colonel), 1962
- «Отшельник» (Le Solitaire), 1973

### Статьи
- Есть ли будущее у театра абсурда? // Театр абсурда. Сб. статей и публикаций. СПб., 2005. С. 191—195.

## Исследования
- Эсслин М. Эжен Ионеско. Театр и антитеатр // Эсслин М. Театр абсурда. Пер. с англ. Г. Коваленко. — СПб.: Балтийские сезоны, 2010, с. 131—204
- Розовский М. Г. Изобретение театра. — М.: АСТ, 2010. — 565 с. — ISBN 978-5-17-064233-5.